# Erika Wex

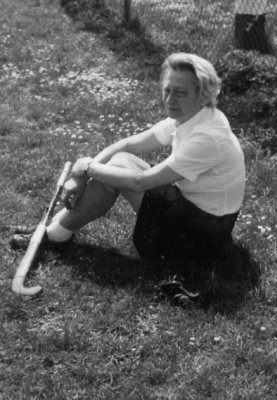
Erika Wex auf dem Hockeyplatz

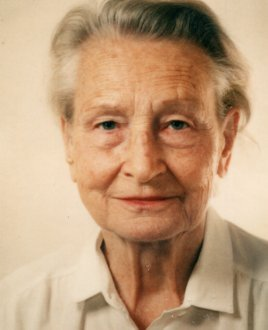
Ein Porträt

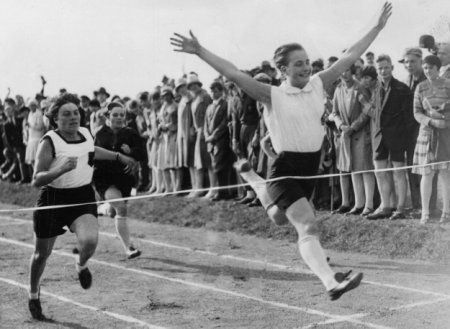
Siegerin in einem Wettkampf

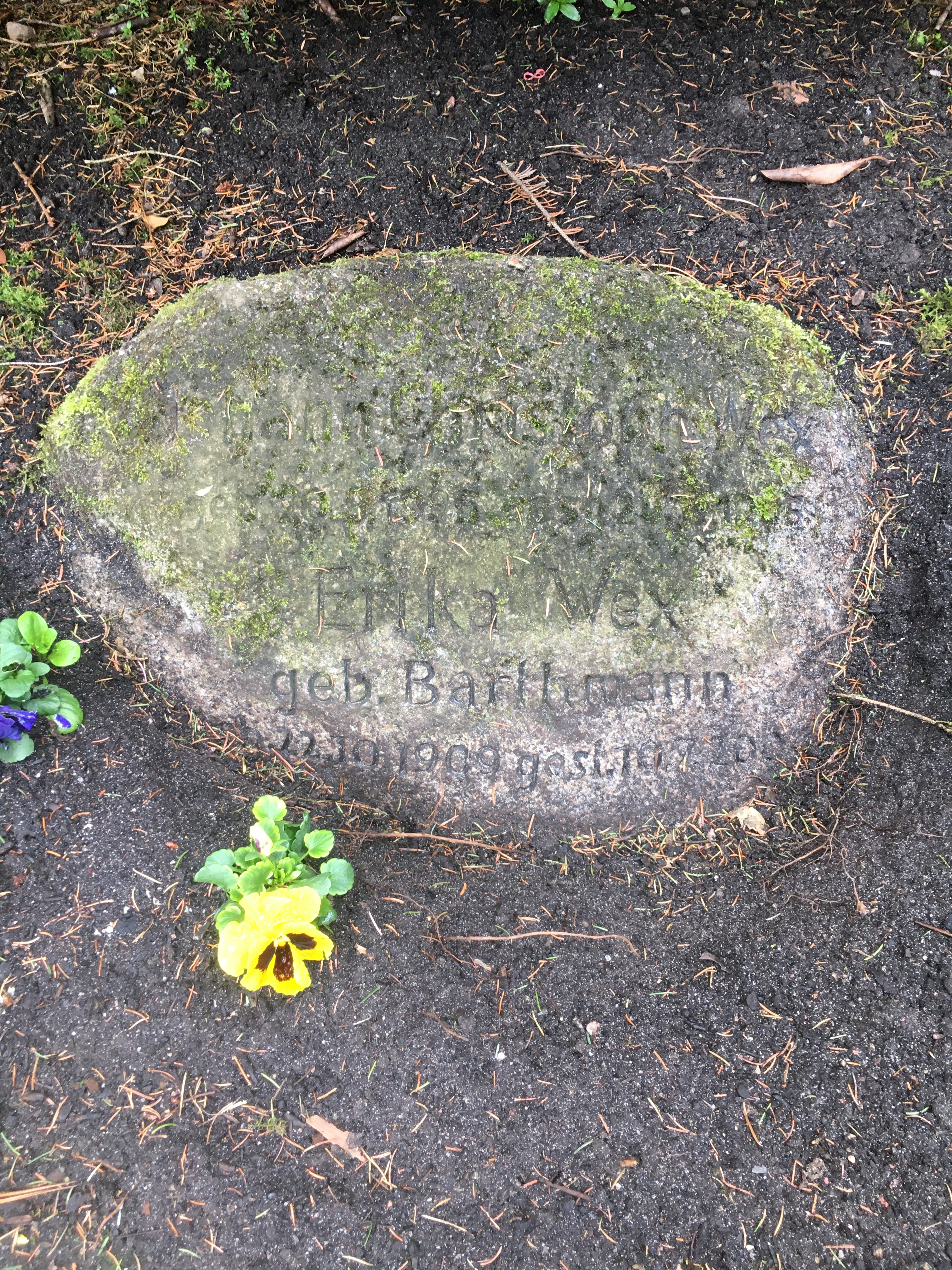
Grabstätte auf dem Friedhof Ohlsdorf

Erika Wex (* 22. Oktober 1909 in Hamburg; † 10. Juli 2004 ebenda) war eine deutsche Hockeyspielerin, die für den Harvestehuder Tennis- und Hockeyclub (HTHC) und in der Nationalmannschaft spielte.

## Leben
Erika Wex entstammte einer alteingesessenen Hamburger Kaufmannsfamilie. Mit elf Jahren trat sie dem HTHC bei, wo sie 67 Jahre lang Hockey spielte. Im Verein und mit der Nationalmannschaft, unter anderem gemeinsam mit Guschi Hargus, gewann sie zahlreiche internationale und deutsche Meisterschaften und gehörte zu den erfolgreichsten deutschen Hockeyspielerinnen.
1949 wurde sie beim ersten Nachkriegs-Bundestag des Deutschen Hockey-Bundes zur Damenwartin im DHB gewählt und übte dieses Amt bis 1955 aus. Bis kurz vor ihrem Tod im Juli 2004 war sie bei einer Lager- und Speditionsfirma im Hamburger Hafen angestellt und galt mit 94 Jahren als älteste Arbeitnehmerin des Hamburger Hafens. Sie war Ehrenmitglied und Vorsitzende des Ältestenrates des HTHC.
Mit ihrem Hockeytrainer und Ehemann, dem Hamburger Anwalt Arnold Wex, zog sie vier Kinder groß. Erika Wex ruht in der Familiengrabstätte auf dem Friedhof Ohlsdorf im Planquadrat W 26. 